# Totes Moor

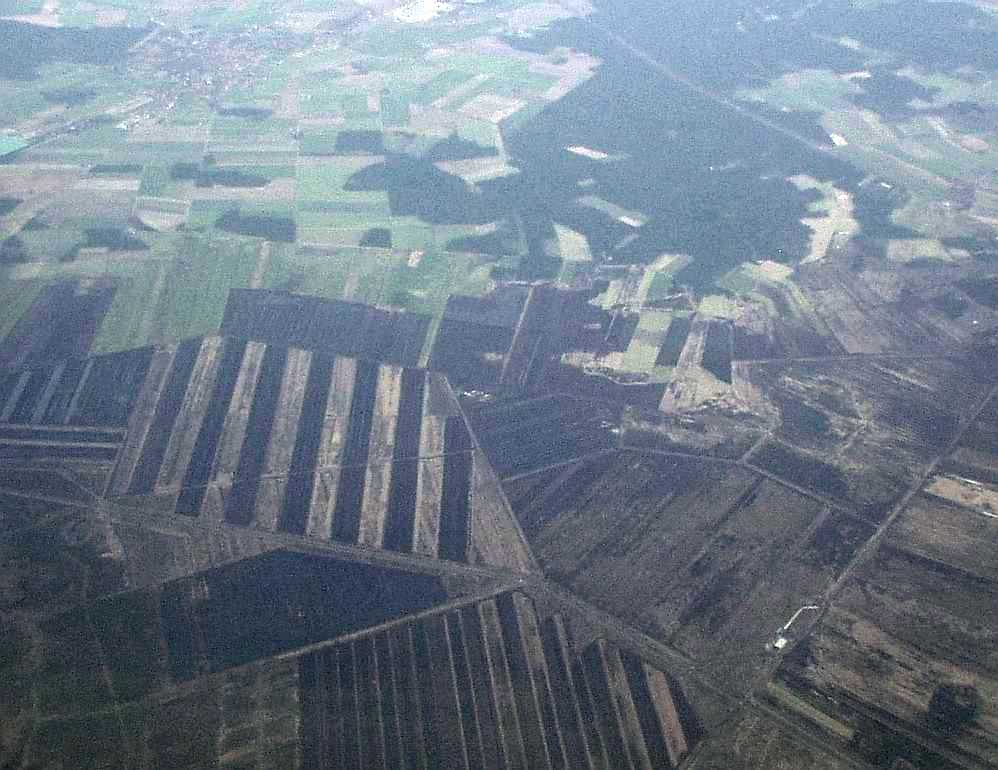
Torfabbauflächen im Toten Moor, 2007

Das Tote Moor ist ein etwa 33 km² großes Moor in der Region Hannover in Niedersachsen. Es handelt sich um ein teilweise abgetorftes Hochmoor mit kleineren Niedermoorbereichen. Das Moor im Gebiet der Hannoverschen Moorgeest grenzt an Neustadt am Rübenberge, Eilvese und das Steinhuder Meer an. Ein geregelter Abbau des Torfes im bäuerlichen Handstich setzte Mitte des 18. Jahrhunderts ein, der industrielle Torfabbau begann Anfang des 20. Jahrhunderts und hält bis heute an. Teile des Moores stehen unter Naturschutz.

## Lage

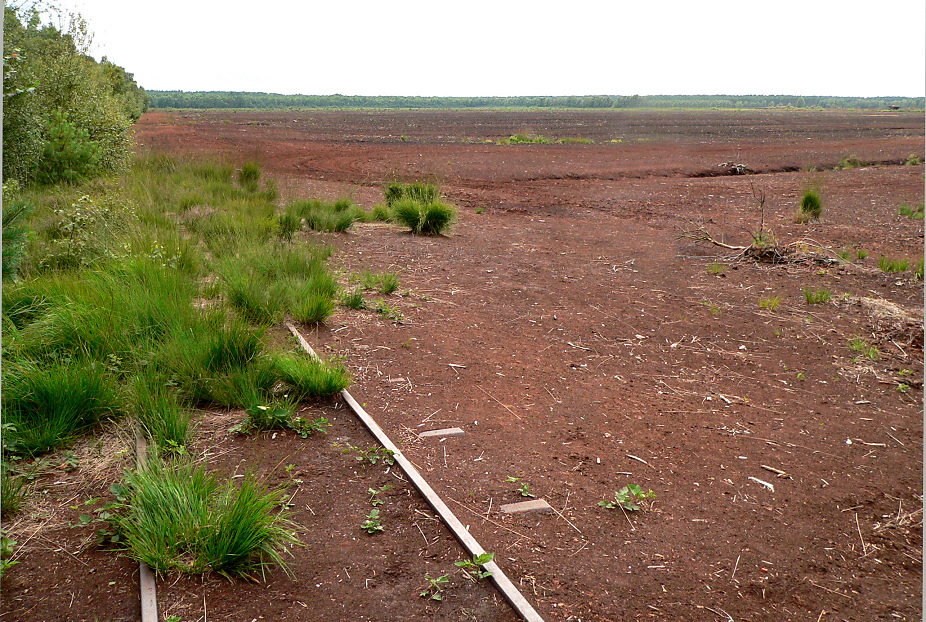
Überwuchertes Feldbahngleis im Toten Moor

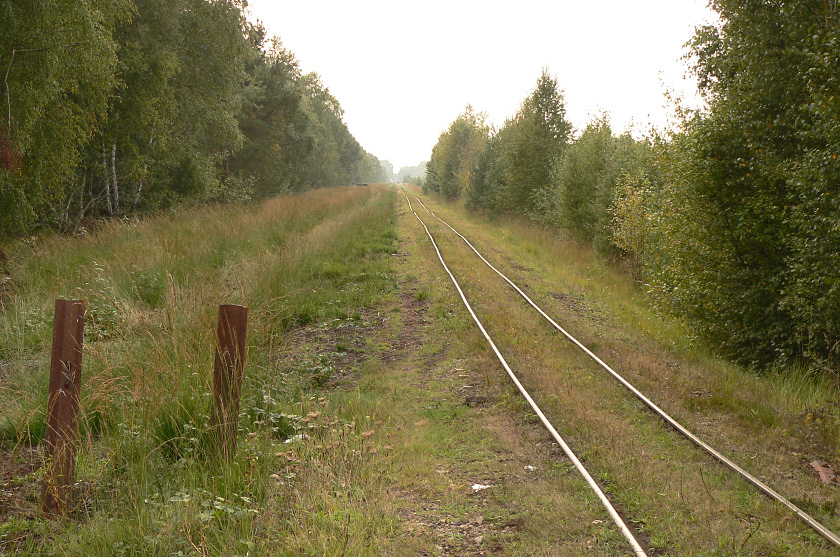
Gleis auf einem Moordamm

Das Moor besteht ohne die mineralischen Inseln aus 27 km² Hochmoor und 6 km² Niedermoor. Es befindet sich im Naturpark Steinhuder Meer. Es liegt westlich von Neustadt am Rübenberge und östlich des Steinhuder Meeres. Im Süden wird es vom Fliegerhorst Wunstorf begrenzt und reicht im Norden an die B 6. Seit den 1960er Jahren durchschneidet die Kreisstraße K 347, die Moorstraße, das Moor zwischen Neustadt am Rübenberge und Mardorf. Grund für den Bau der Straße war die bessere Erreichbarkeit des Gebietes durch die Feuerwehr bei Moorbränden.

## Entstehung
Nach der letzten Eiszeit bildeten sich auf dem Untergrund aus wasserstauenden Tonschichten Gewässer aus. Ein Röhricht aus Wasser- und Sumpfpflanzen ließ die Wasserflächen verlanden. Daraus entwickelte sich ein Niedermoor aus Bruchwald von Erlen und Weiden. Durch das Wachsen des Moores kam es aus dem nährstoffreichen Grundwasserbereich hinaus und es entstand ein Übergangsmoor, später ein baumloses Hochmoor. Datierungen von Eichenstämmen an der Torfbasis ergaben, dass der Prozess der Moorbildung etwa um 1700 v. Chr. einsetzte. Im Laufe der Zeit bildete sich eine bis zu 8 m mächtige Torfschicht mit vielen Baumstubben heraus. Die untere Schwarztorfschicht beläuft sich auf 1,4 bis 3,4 m, die darüber liegende jüngere Weißtorfschicht variiert zwischen 1,0 und 3,7 m. Die Moorbildung geschah unabhängig von der Entwicklung des Steinhuder Meeres.

## Torfqualität
Der wenig zersetzte Torf des Toten Moores hat nur einen geringen Brennwert. In früheren Zeiten eignete er sich daher nur zum Anheizen eines Ofens, ohne große Wärme erzeugen zu können. Wegen der geringen Qualität wurde der Torf früher nicht in entfernte Gebiete transportiert, sondern relativ nahe am Abbaugebiet verwendet. Transporte nach Bremen sind kaum bekannt, Eisenbahn- und Ackerwagentransporte nach Hannover häufiger. Nachdem Feueranzünder aufkamen und Steinkohle vermehrt als Feuerungsmaterial eingesetzt wurde, ging der Torfabsatz schon im 19. Jahrhundert zurück. Mitte des 19. Jahrhunderts kam es zu einem kurzzeitigen Aufschwung, als Torf zur Eisenherstellung in der 1856 gegründeten Eisenhütte in Neustadt genutzt wurde. Dies hielt nur bis zum Niedergang der Hütte um 1880 an. Im 20. Jahrhundert stieg der Torfabsatz zeitweise enorm an wegen anderer Verwendungsarten, wie Blumenerde, Torfmull, Torfstreu, Isoliermaterial.

## Geschichte

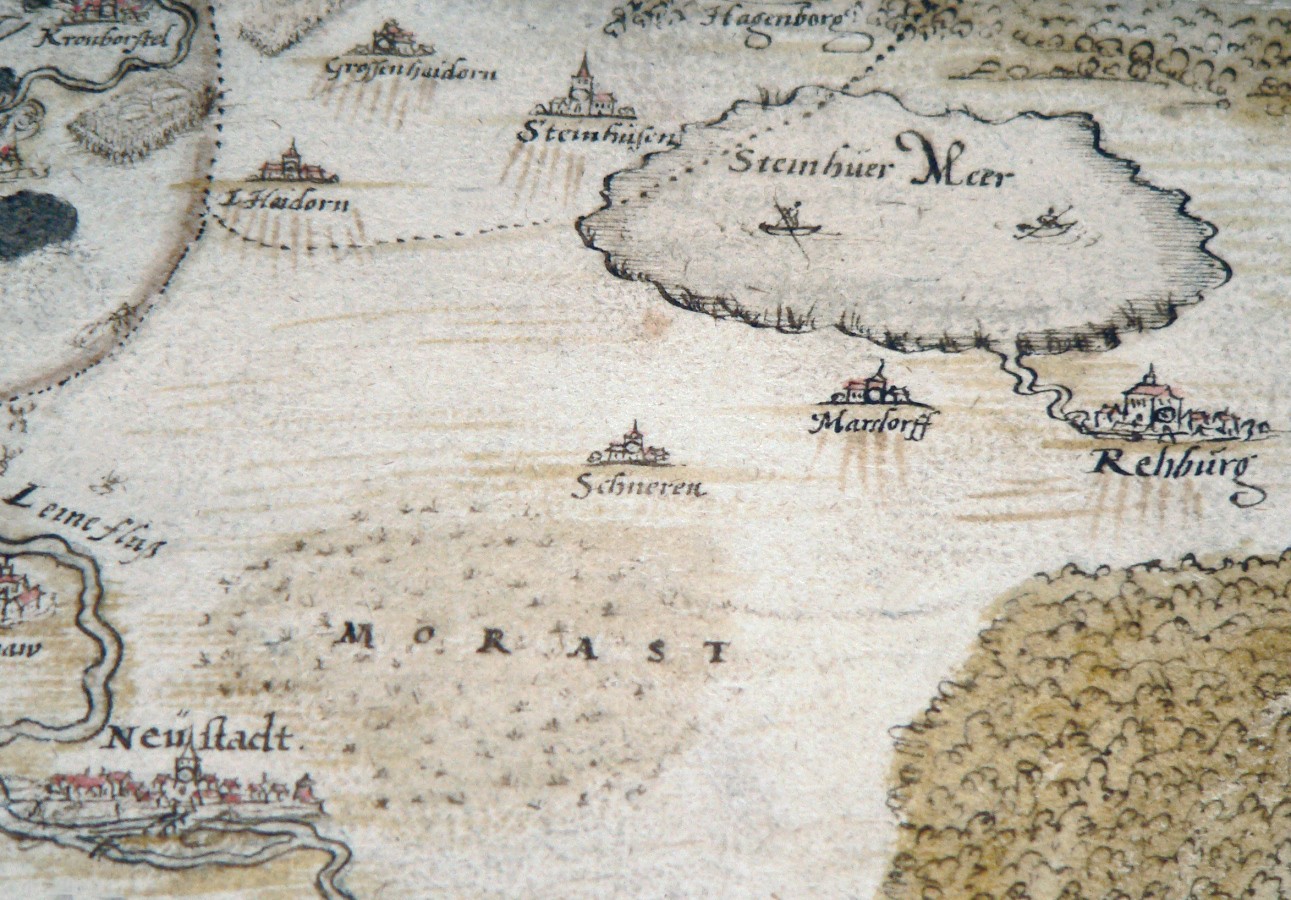
Darstellung des Toten Moores als Morast um 1520 während der Hildesheimer Stiftsfehde, Zeichnung von Johannes Krabbe von 1591

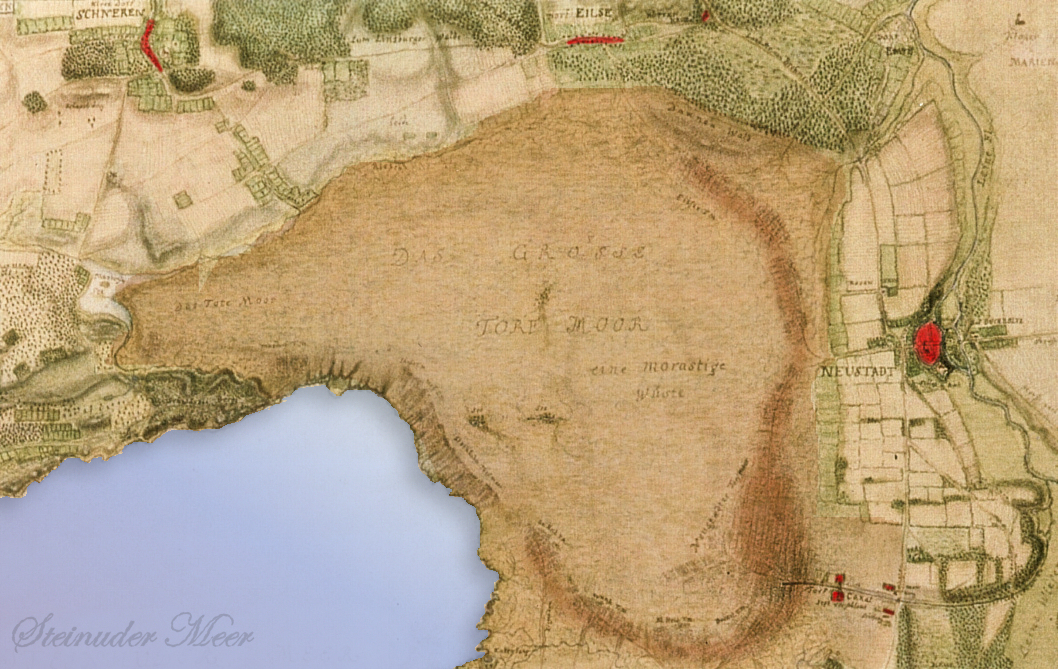
Totes Moor 1770, dunkelbrauner Randstreifen als bäuerlicher Torfstich, rechts Neustadt

Das Tote Moor war in früheren Jahrhunderten für Bauern der umliegenden Dörfer und Ackerbürger der nahegelegenen Orte Neustadt am Rübenberge sowie Wunstorf eine unwegsame und nutzlose Fläche. Nur die Randbereiche der Sumpflandschaft wurden bereits seit dem Mittelalter extensiv zum Torfstich genutzt. Der Torf diente überwiegend als Brennmaterial für den eigenen Bedarf. Im Laufe der Zeit entwickelten sich gewohnheitsmäßig Nutzungsrechte auf Holzeinschlag und Viehweide im Moor. Dieser ungeregelte Zustand mit wildem Torfstich führte immer wieder zu Streitigkeiten. Erstmals urkundlich überliefert ist dies 1673 durch Auseinandersetzungen von Wunstorfer Bürgern mit Torfstechern aus Steinhude, die am Ostufer des Steinhuder Meeres aktiv wurden.

### Erster geregelter Torfabbau
Um den Raubbau durch wildes Torfstechen an den Rändern des Moores zu beenden, kam es Mitte des 18. Jahrhunderts zu ersten Regelungen. Das kaum zugängliche Innere des Moores war zu dieser Zeit noch unangetastet. 1752 wurde in Neustadt am Rübenberge ein Moorvergleich geschlossen. Jeder Bürger bekam eine Moorparzelle im östlichen Randstreifen des Moores, dem etwa 1000 ha großen sogenannten Neustädter Bürgermoor, zum Besitz. Damit verzichteten die Bürger auf weitere Ansprüche im restlichen Moor. Eine ähnliche Regelung wurde im südlichen Randbereich des Moores für die Bürger von Wunstorf getroffen. Den Bewohnern der Dörfer am Moor wurden Moorparzellen nur zum Abtorfen überlassen, danach fiel das Land wieder an den Staat zurück. Alle Abbaumaßnahmen der Bürger überwachte ein Moorvogt.
Mitte des 18. Jahrhunderts setzte auch die systematische staatliche Moorkultivierung im Kurfürstentum Hannover ein, um Ackerland zu gewinnen. Abgesehen von den Moorparzellen der Bürger war der weitaus größere Teil des Moores, fiskalisches Moor genannt, staatlich. Dort setzte um 1750 Torfstich im größeren Ausmaß ein, um neues Ackerland auf den abgetorften Flächen zu gewinnen. Anfangs wurden erfahrene Torfstecher aus dem Bremer Raum eingesetzt. Die Arbeitskräfte gruben vom Moor einen Kanal zur Leine, um Torf nach Hannover zu verschiffen. Da die Brennqualität des Torfes gering war, wurde der Fährbetrieb bereits um 1800 wieder eingestellt. Westlich von Neustadt wurde um 1780 mitten im Moor aus Baracken das Kolonistendorf Großmoor gegründet, in dem 50 Jahre später 64 Menschen vom Torfstich lebten. Nach 1945 lebten dort immer noch rund 50 Personen, bis die Siedlung um 1990 aufgegeben wurde. Südlich von Neustadt entstand ab 1756 die Moorkolonie Moordorf, heute Teil von Poggenhagen. Die Bewohner stachen im Sommer Torf, betrieben Landwirtschaft und arbeiteten im Herbst und Winter auf dem Gut Poggenhagen.

### Frühe Industrieansiedlung

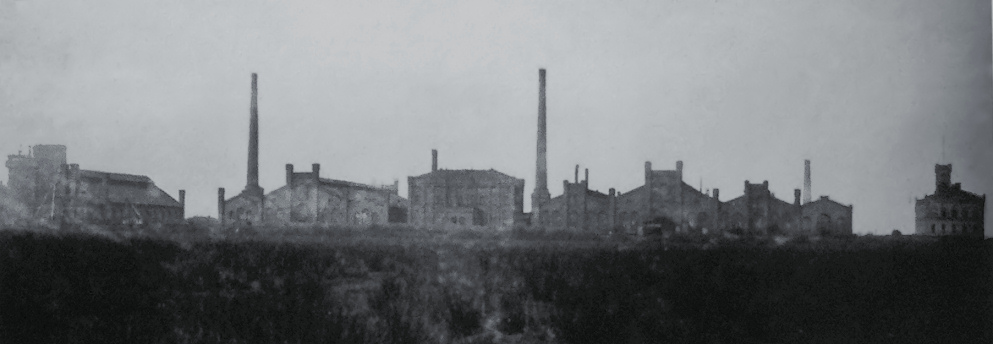
Hüttenwerk um 1870, rechts das heute noch vorhandene Verwaltungsgebäude

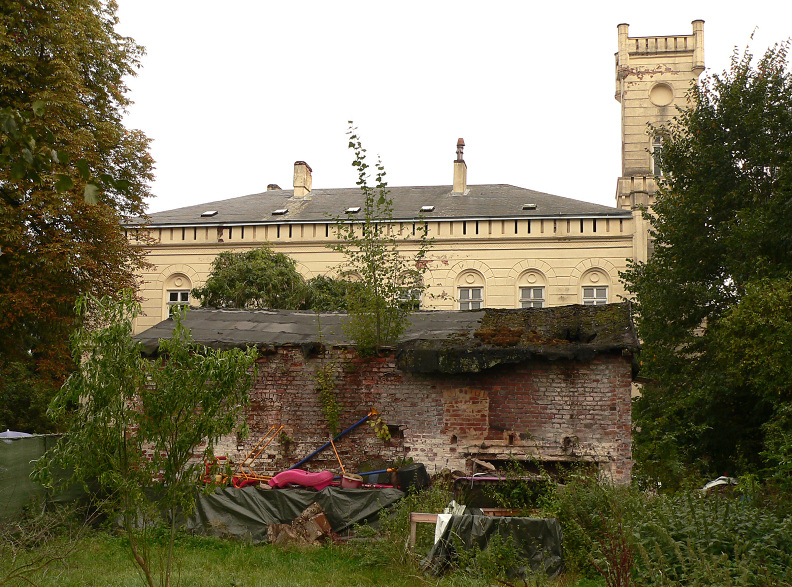
Früheres Verwaltungsgebäude des Hüttenwerkes zwischen Neustadt und dem Moor

1855 gab es Pläne, eine Glashütte am Rande des Toten Moores zu errichten und mit dort gewonnenem Torf zu beheizen. Nach Schwierigkeiten bei den beteiligten Unternehmern genehmigte die Regierung 1856 die Errichtung eines Hüttenwerkes zur Herstellung von Eisenbahnschienen. Förderlich für die Industrieansiedlung war der seit 1847 vorhandene Eisenbahnanschluss von Neustadt und die Hoffnung, Torf als Brennstoff nutzen zu können. Bereits 1857 waren 1.100 angeworbene Arbeiter aus Schlesien und Westfalen mit Bau-, Entwässerungs- und Abtorfungsarbeiten tätig. Nach der Fertigstellung liefen Hochöfen, Puddelöfen, Dampfmaschinen und ein Walzwerk mit Torfbefeuerung. Allerdings war das Unternehmen bereits 1858 bankrott wegen der riskanten Finanzierung. Auch schied Torf als Brennstoff zur Eisenverhüttung aus und Steinkohle musste gekauft werden. 1869 erwarb der Unternehmer Bethel Henry Strousberg die Hütte, um Schienen für den Eisenbahnbau in Rumänien zu produzieren. Rund 500 Beschäftigte arbeiteten dort bereits 1869. Nach der Festnahme von Strousberg in St. Petersburg 1875 gingen seine Unternehmen in Konkurs, so auch das Hüttenwerk in Neustadt 1878. Der Hüttenbetrieb wurde 1888 endgültig eingestellt. Danach nutzte eine Firma für Dachpappenherstellung und Torfverarbeitung die Fabrikgebäude bis 1975.

### Großflächiger Torfabbau

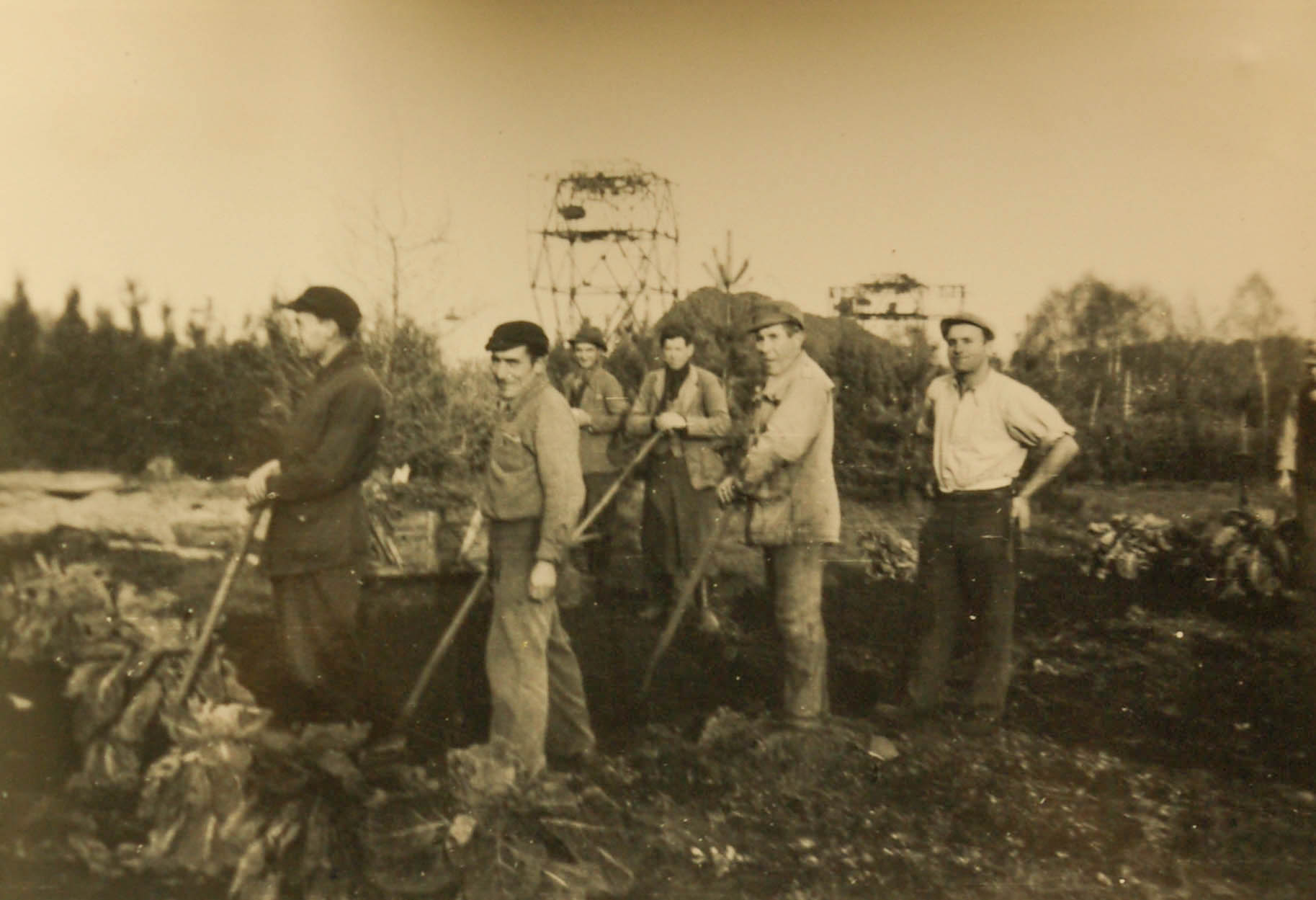
Entladestation der Torfseilbahn am Diemplatz mit Kriegsgefangenen, Oktober 1943

Bereits im 19. Jahrhundert weitete sich der Torfabbau auf den inneren Moorbereich aus. Torfstecher stachen den Torf nicht nur zum eigenen Bedarf, sondern auch zum Verkauf. Nach der Strousberg-Pleite setzte sich der Torfabbau im größeren Maßstab durch eine 1890 gegründete Torfstreufabrik fort. Der Abbau im industriellen Stil setzte durch die Gründung der Torfverwertungsfirma Dyckerhoff 1908 ein. Sie erwarb die Abtorfrechte für 3000 ha Moorfläche, die danach als Ackerland genutzt werden sollte. Die Firma siedelte sich im ehemaligen Hüttenwerk an. Nachdem die Gebäude 1911 abbrannten, wurden sie nahe der Torfstechersiedlung Moordorf neu aufgebaut. Um die Torfsoden abzutransportieren, betrieb die Firma bereits 1912 im Moor eine Feldbahn, die zu dieser Zeit eine Länge von 15 km hatte. Es bestand Gleisanschluss an die Deutsche Reichsbahn. Außerdem gab es zum Torfabtransport eine Seilbahn von 6 km Länge, die bis 1951 bestand. Nach einem Seilbruch mit Absturz einer Gondel über dem Schutzbauwerk über der Moordorfer Straße, wurde sie stillgelegt. 1918 wurden erstmals Torfstechmaschinen eingesetzt, mit denen 1921 bereits die Hälfte des Torfs abgebaut wurde. Die Maschinen wurden bald abgeschafft, da Gewerkschaften durch sie die Vernichtung von Arbeitsplätzen befürchteten.
Nach dem Zweiten Weltkrieg ab 1945 stieg der Bedarf an Torf als Brennmaterial enorm, da an Holz und Kohle Mangel herrschte. Auch wurde weiterhin von der Bevölkerung Torf zur eigenen Brennstoffversorgung mit der Hand gestochen. Auch die Unternehmen gewannen ihren Torf bis Anfang der 1960er Jahre im Handstich. Seit der Nachkriegszeit wurde der Torfabbau durch mehrere Unternehmen ausgeweitet. Sie erhielten bis 2019 Abtorfrechte. Seit den 1970er Jahren kam das Frästorfverfahren zum Einsatz, das großflächige Brachen zurücklässt.

### Torfstecher

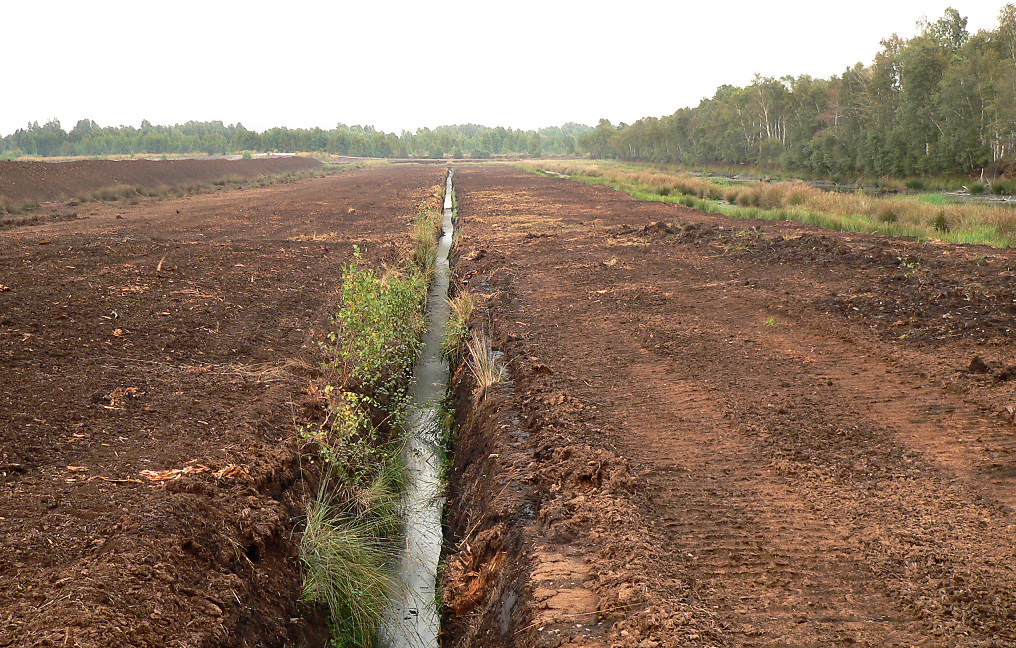
Entwässerungsgraben in gefräster Torffläche, links gehäufter Torf

Der Torfabbau war ein Saisongeschäft, da im Moor nur vom Frühjahr bis zum Herbst gearbeitet werden konnte. In dieser Zeit wurden viele Arbeitskräfte für den Torfstich benötigt. Bereits im 19. Jahrhundert fanden sich in der einheimischen Bevölkerung nur wenige Arbeitswillige, was auf den schlechten Arbeitsbedingungen und dem kargen Lohn beruhte. So warben die Torfabbauunternehmen zu ihrer kleinen Kernbelegschaft in jedem Jahr etwa 500 Saison- und Wanderarbeiter, meist aus Polen, Russland und der Ukraine, an. Als ausländische Arbeitskräfte im Ersten Weltkrieg nicht mehr beschäftigt werden konnten, stachen etwa 500 Kriegsgefangene Torf. Sie waren in Lagern in Neustadt untergebracht. Die folgende Weltwirtschaftskrise und der Zweite Weltkrieg wirkten sich auf die Torfnachfrage ungünstig aus. Ab 1939 wurden erneut etwa 500 Kriegsgefangene zum Torfabbau eingesetzt. Später kamen noch polnische und sowjetische Zwangsarbeiter hinzu.

### Historische Beschreibungen
In historischen Beschreibungen wird das Gebiet des Toten Moores als weitläufige, trostlose Fläche beschrieben. Der Hofarchivar Georg Landau schrieb 1859 über die Gegend:
„...eine entsetzlich trostlose, von keinem Strauche belebte Fläche.“
Reiseschriftsteller Johann Georg Kohl schrieb 1864:
„Es ist eine zwei Stunden lange und breite Wüstenei.“
Eine 1770 entstandene Karte (siehe Bild oben) bezeichnet das Moor als Großes Torfmoor, eine morastige Wüste.

## Naturschutz und Renaturierung

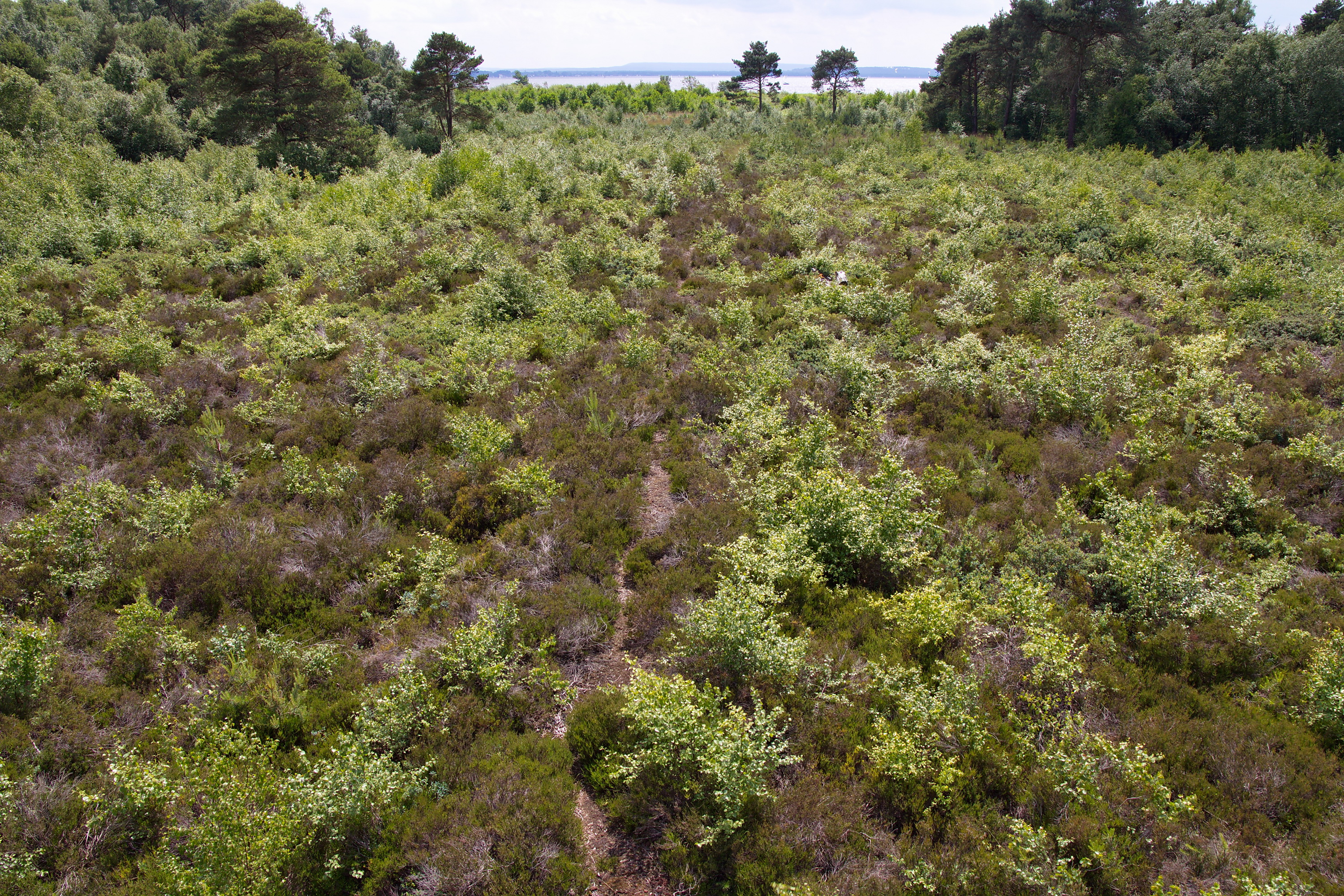
Renaturiertes Moorgebiet am Ostufer des Steinhuder Meeres

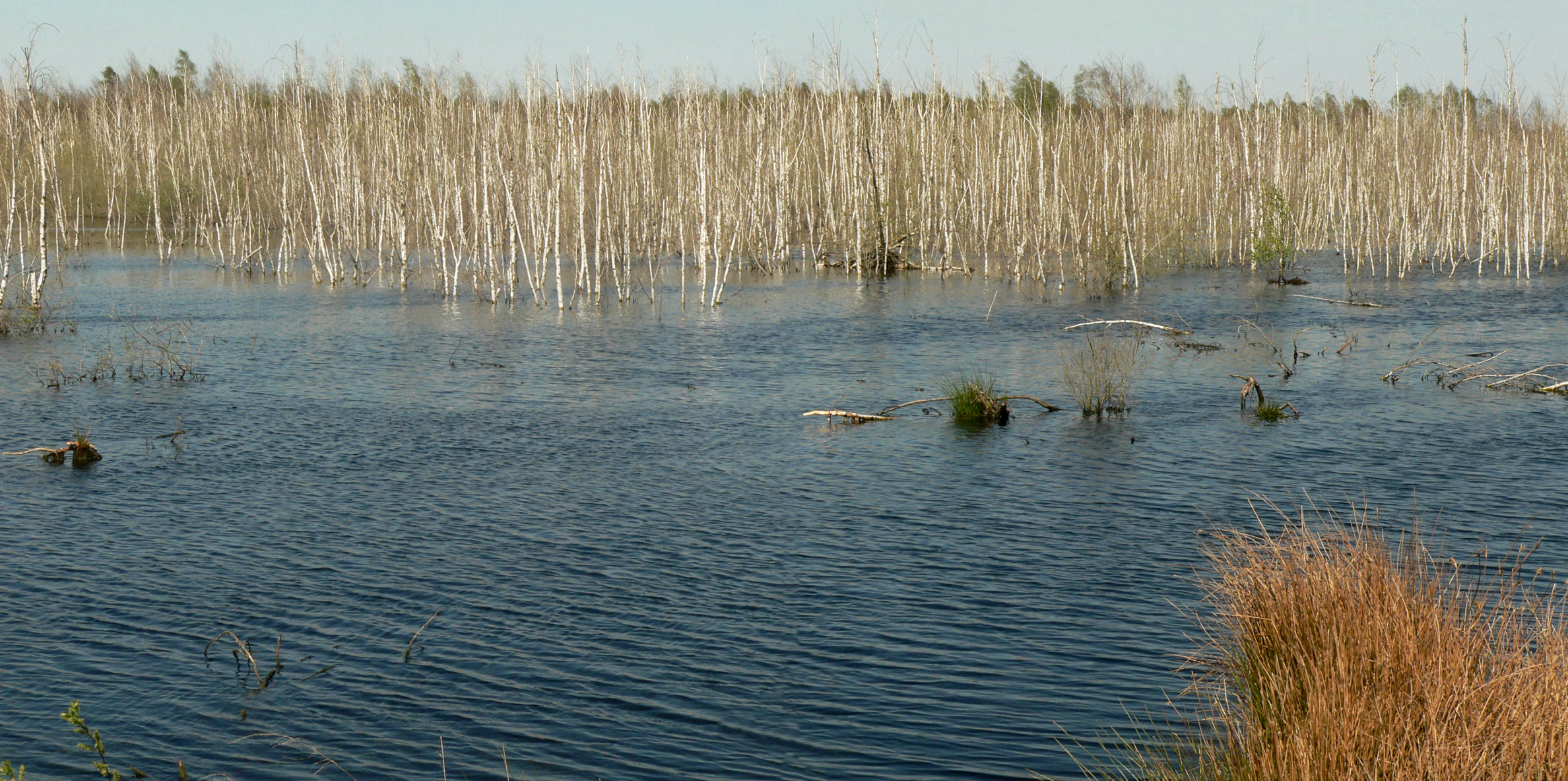
Wiedervernässte Fläche mit abgestorbenen Birken

1970 wurde bereits ein kleiner Teilbereich des Toten Moores am Ostufer des Steinhuder Meeres unter Naturschutz gestellt. Ab den 1980er Jahren führte der ungebremste Torfabbau zunehmend zu Kritik durch örtliche Umweltschützer. Der Konflikt um die Nutzung des Moores zwischen den Abbauvorhaben der Torfunternehmen und den Naturschutzinteressen  verschärfte sich. Den noch bestehenden Torfabbauunternehmen wurde der Vorwurf gemacht, Schuld an der Zerstörung des Moores zu tragen. Allerdings setzte dieser Prozess bereits vor Jahrhunderten ein, weil Menschen Torf als Brennstoff nutzten und Moor zur Gewinnung von landwirtschaftlichen Flächen kultivierten. In den 1980er Jahren forderten Naturschützer eine Renaturierung des Moores, was 1990 durch einen offiziellen Renaturierungsplan erfolgte.
Im südlichen Teil sind Teile des Moores im Rahmen des Schutzgebietsnetzes Natura 2000 unter Naturschutz gestellt. Heute weisen die Flächen des Toten Moores nicht mehr den baumlosen Charakter eines Hochmoores auf. Dies ist vor allem im Bereich des Ostufers des Steinhuder Meeres und des angrenzenden Wunstorfer Moores der Fall. Aufgrund der Entwässerungsmaßnahmen zum Torfabbau bestehen die Flächen aus Moorwald mit Birken und Kiefern. Teilweise wird der Baumbestand durch Entkusselungsmaßnahmen beseitigt. Im südöstlichen Teil des Moores gibt es Renaturierungsmaßnahmen, um wieder ein Hochmoor entstehen zu lassen. Sie findet auf Flächen statt, die zwischen 1970 und 1990 im Fräsverfahren abgetorft wurden. Zur Wiedervernässung wurden Entwässerungsgräben verfüllt und es  entstand ein nicht beabsichtigter See. Im Laufe der Zeit haben sich bereits moortypische Pflanzen angesiedelt.
Während der Expo 2000 gab es ein regionales Expo-Projekt unter der Bezeichnung Das Tote Moor soll leben.  Auf einer 200 ha großen abgetorften Fläche, die ein Torfunternehmen zur Verfügung stellte, wurde das Moor durch das Schließen von Entwässerungsgräben sowie das Entfernen von Bäumen und Sträuchern renaturiert.

## Fauna
Im Toten Moor finden sich viele gefährdete Vogelarten, die das Gebiet als Brut- und Durchzugsgebiet nutzen. Der südliche Bereich ist als EU-Vogelschutzgebiet ausgewiesen. Bei den Vogelarten sind vor allem Krickente, Baumfalke, Rotmilan, Kiebitz, Kranich, Ziegenmelker, Grauspecht und Heidelerche vertreten. An Amphibien sind häufig die Kreuzkröte und der Moorfrosch anzutreffen. Mit Blindschleiche, Waldeidechse, Zauneidechse, Ringelnatter, Kreuzotter und Schlingnatter kommen alle niedersächsischen Reptilienarten im Gebiet vor. Weitere Tierarten sind Wildschweine und Rehe. Aufgrund des ausgedehnten und extensiven Grünlandes ist das Moor von feuchtigkeitsliebenden Insekten besiedelt. Dazu zählen unter anderem  Grillen, Grashüpfer, Schmetterlinge und Libellen.

## Sonstiges
Im nördlichen Bereich des Moores wurde 1914 auf einer festen Sandinsel der Überseesender Eilvese errichtet, der bis 1931 in Betrieb war. Grund für die Wahl dieses Standortes war der moorige Untergrund mit hohem Grundwasserstand, was die abgestrahlte Leistung des Senders erhöhte.
Zu größeren Moorbränden kam es 1920, 1959 und 2009. Bei dem Brand am 15. Oktober 1959 nach einem heißen und trockenen Sommer wurde Katastrophenalarm ausgelöst. Der Schaden belief sich auf 1,3 Millionen DM.
Die Geschichte des Torfabbaus im Toten Moor dokumentiert das Naturparkhaus Mardorf am Steinhuder Meer nachdem das Torfmuseum im Schloss Landestrost in Neustadt am Rübenberge  aufgelöst wurde.